# Мерчисон (лунный кратер)
Кратер Мерчисон (лат. Murchison) — крупный древний ударный кратер в северной части Залива Центральный на видимой стороне Луны. Название присвоено в честь шотландского геолога Родерика Импи Мурчисона (1792—1871) и утверждено Международным астрономическим союзом в 1935 г. Образование кратера относится к донектарскому периоду.

## Описание кратера
Ближайшими соседями кратера являются кратер Паллас, перекрывающий северо-западную часть кратера Мерчисон; кратер Укерт на северо-востоке и кратер Хладни на юго-востоке. На северо-западе от кратера Мерчисон находится Залив Зноя; на северо-востоке Море Паров. Селенографические координаты центра кратера 4°54′ с. ш. 40°43′ з. д. / 4,9° с. ш. 40,72° з. д., диаметр 57,8 км, глубина 870 м.
Кратер Мерчисон имеет полигональную форму и значительно разрушен за длительное время своего существования. Вал сглажен, в юго-восточной части вала имеется широкий проход, в северо-западной части находится проход, соединяющий чаши кратеров Мерчисон и Паллас, западная часть вала рассечена широкой долиной. От юго-восточной части вала отходит широкий хребет, достигающий кратера Хладни. Объем кратера составляет приблизительно 2700 км³. Дно чаши затоплено лавой, в западной, северо-восточной и южной части чаши хаотично расположены множество хребтов и холмов.
Мерчисон расположен вблизи центра Луны при взгляде с Земли, то есть точки отсчёта в селенографической системе координат. Если вести обзор из этого кратера, Земля будет располагаться почти прямо над головой смотрящего. Из-за этой особенности кратер (наряду с несколькими соседями) предлагался в качестве отметки «нулевого километра» на Луне.

## Сателлитные кратеры
| Мерчисон | Координаты                                        | Диаметр, км |
| -------- | ------------------------------------------------- | ----------- |
| T        | 4°26′ с. ш. 0°05′ в. д. / 4,44° с. ш. 0,08° в. д. | 2,5         |

## См.также
- Список кратеров на Луне
- Лунный кратер
- Морфологический каталог кратеров Луны
- Планетная номенклатура
- Селенография
- Минералогия Луны
- Геология Луны
- Поздняя тяжёлая бомбардировка